# Kłodno Wielkie

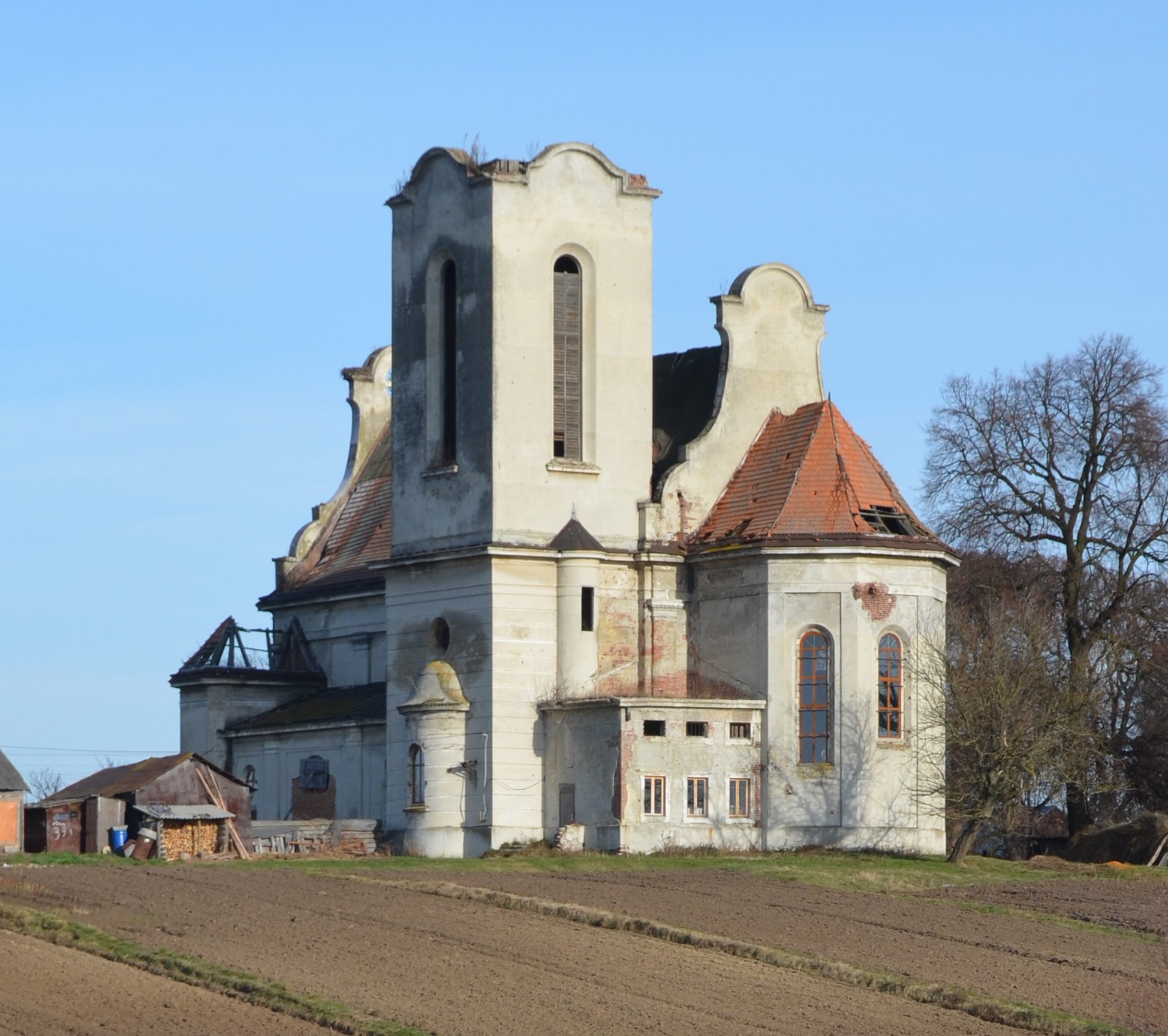
Kościół Podwyższenia Krzyża

Kłodno Wielkie (ukr. Велике Колодно) – wieś w rejonie lwowskim (wcześniej w rejonie kamioneckim) obwodu lwowskiego, lokowana w 1550 r. W II Rzeczypospolitej miejscowość była siedzibą gminy wiejskiej Kłodno Wielkie. Wieś liczy 1221 mieszkańców.
W pobliżu znajduje się stacja kolejowa Kłodno, położona na linii Lwów – Łuck – Kiwerce.

## Historia
Po raz pierwszy nazwa wsi pojawiła się w 1389 r. W wieku XV należała do bojara litewskiego Piotra Wołczka Rokutowicza (Rokuty) – bojara z bliskiego otoczenia króla Władysława Jagiełły (m.in. potwierdzał na sejmie w Sieradzu pokój z zakonem krzyżackim) i uczestnika kampanii wojennych Władysława Warneńczyka.
Około 1470 r. wieś przeszła w ręce Jerzego Strumiły. W roku 1515 została zniszczona przez najazd tatarski. W XVIII wieku należała do chorążego halickiego i kasztelana bracławskiego Piotra Branickiego. W XIX wieku wieś przeszła w ręce rodu Uruskich, a następnie Sapiehów z Biłki Szlacheckiej.
Kłodno Wielkie do zakończenia II wojny światowej było zamieszkane głównie przez Polaków. Według spisu z 1931 r. we wsi mieszkało 1995 osób, z czego większość było narodowości polskiej, Ukraińcy stanowili 30% ludności, 50 osób było pochodzenia żydowskiego.
W czasie wojny dochodziło do mordów na ludności polskiej. W marcu 1944 r. UPA napadając na wieś zabiło 40 osób narodowości polskiej. W obronie Polaków w czasie wojny zginęło kilku Ukraińców.
Z Kłodna Wielkiego pochodził gen. bryg. Jan Lachowicz.

## Kościół rzymskokatolicki w Kłodnie Wielkim
Kłodno Wielkie należało do parafii rzymskokatolickiej w Żółtańcach. W roku 1860 staraniem ks. Jana Kowalskiego i funduszom Wandy Julianny hr. Caboga z Biłki Szlacheckiej wzniesiono w Kłodnie murowaną kaplicę. W latach 1874–1875 zbudowano dzwonnicę i plebanię.
W początkach XX wieku mieszkańcy wsi zaczęli starania o utworzenie własnej parafii, co mimo oporu proboszcza Żółtaniec powiodło się. W 1907 r. powołano ekspozyturę parafialną w Kłodnie Wielkim. W roku 1915 parafię objął wyświęcony rok wcześniej, ks. Michał Kąkoliński. Dzięki jego zaangażowaniu i funduszom ks. Seweryny Sapiehy w latach 1927–1934 zbudowano nowy kościół w Kłodnie Wielkim. Pieniądze na budowę pochodziły także ze składek mieszkańców Kłodna. W 1934 roku kościół został konsekrowany pod wezwaniem Podwyższenia Krzyża.

## Zabytki w Kłodnie Wielkim

### Kościół Podwyższenia Krzyża
Kościół w Kłodnie Wielkim zaprojektował w 1932 r. architekt Alfred Broniewski. Architektura kościoła jest przykładem tendencji neobarokowej, w ramach tzw. nurtu narodowego. Kościół charakteryzuje bogate zróżnicowanie bryły, linearne kształtowanie ścian za pomocą płaskich pilastrów i lizen oraz stosowaniem fantazyjnych szczytów. Na uwagę zasługuje bogata dekoracja malarska wnętrza kościoła, ilustrująca podstawowe prawdy wiary. Autorem fresków jest prawdopodobnie Jan Bukowski.
Kościół w Kłodnie Wielkim jest stosunkowo dobrze zachowany, choć degradacji uległo cebulaste zwieńczenie wieży. Kościół przejęty został przez odradzającą się parafię greckokatolicką i trwają starania nad jego restauracją. Z wydatną pomocą potomków dawnych mieszkańców Kłodna Wielkiego odnowiono pokrycie dachu kościoła.

### Cmentarze w Kłodnie Wielkim

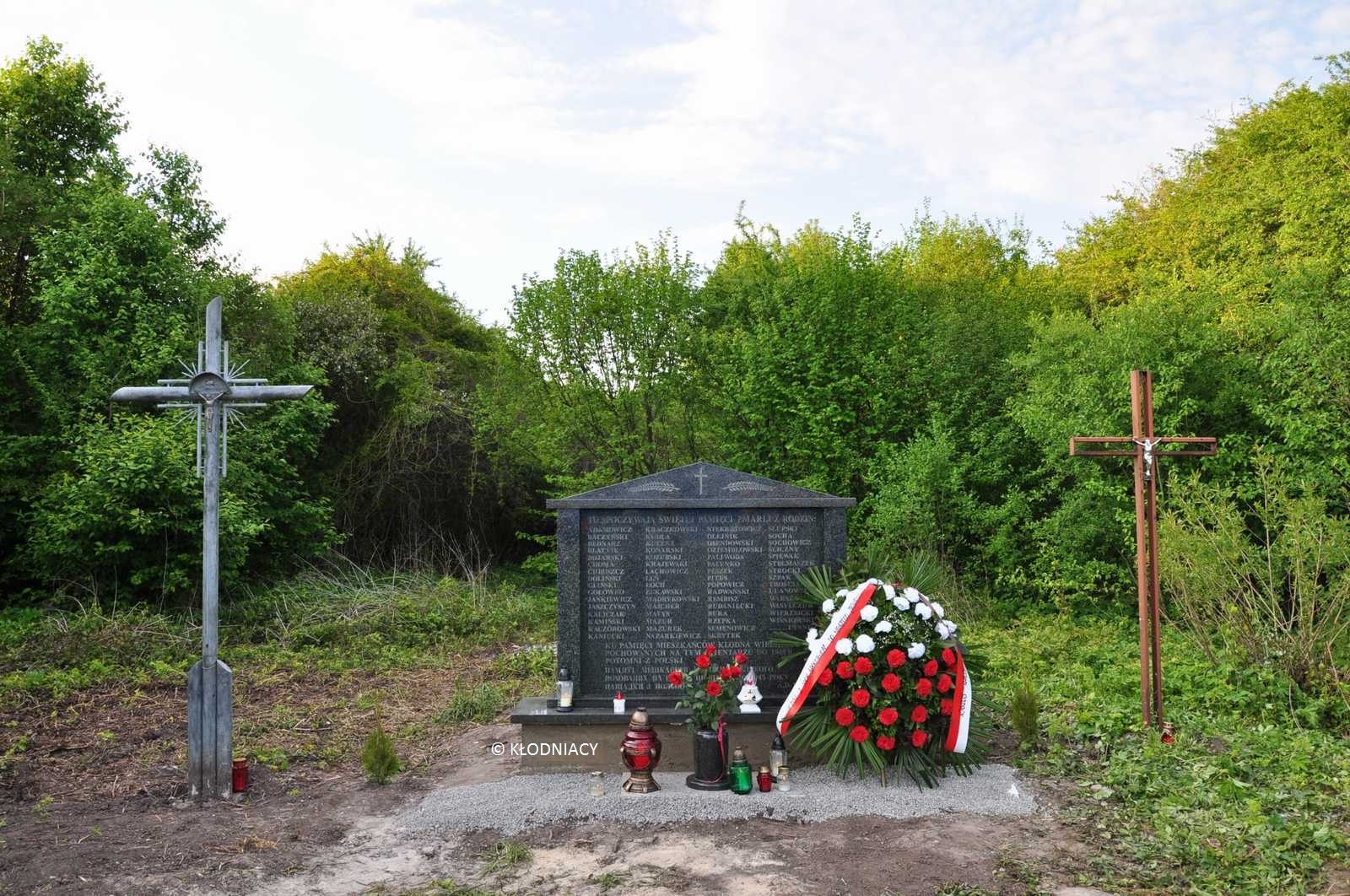
Pamiątkowa płyta ku czci spoczywających na cmentarzu katolickim w Kłodnie Wielkim pochowanych do 1945r.

W Kłodnie Wielkim istnieją trzy cmentarze:
- Przy cerkwi prawosławnej (wcześniej greckokatolickiej) jest czynny cmentarz na którym spoczywają zmarli wschodnich obrządków.

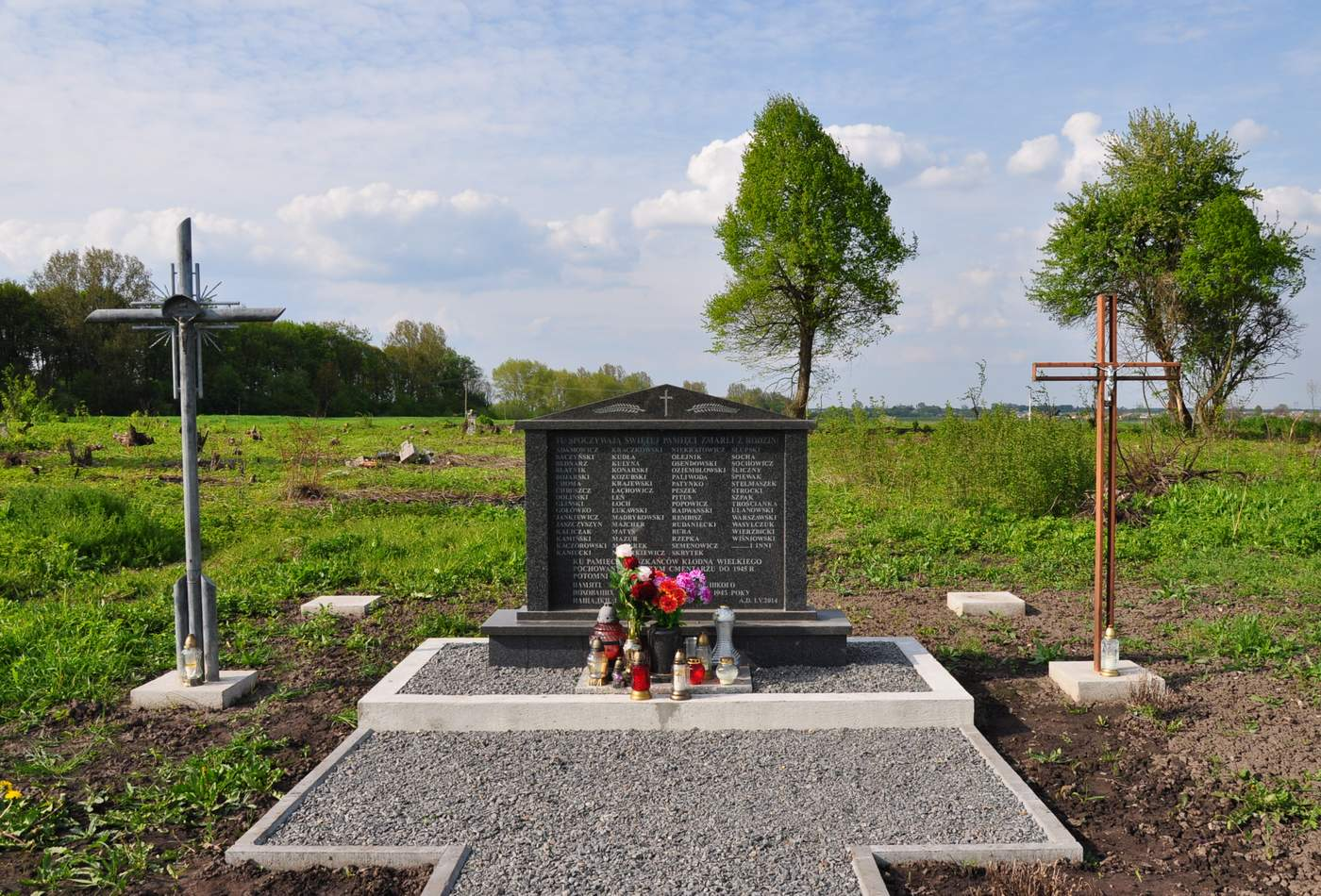
Cmentarz katolicki w Kłodnie Wielkim po uporządkowaniu – maj 2016 r.

- Kilkaset metrów od kościoła rzymskokatolickiego przy drodze do Żółtaniec znajduje się zdewastowany cmentarz rzymskokatolicki, na którym do końca wojny chowana była głównie ludność polska. Został porośnięty przez las, na jego obrzeżu zachowała się zrujnowana kapliczka. Dnia 1 maja 2014r. ustawiono pamiątkową płytę ku czci spoczywających tu zmarłych. Na cmentarzu podjęto prace porządkowe (usuwanie drzew i zarośli, ustawianie pozostałych jeszcze nagrobków) aby przywrócić należny temu miejscu wygląd.

- We wsi istniał także jeszcze jeden cmentarz, na którym chowano ofiary zarazy (hiszpanki, tyfusu) w okresie I wojny światowej i po jej zakończeniu. Na cmentarzu tym spoczywają zmarli obu obrządków.

## Kłodno Wielkie w literaturze
Opis wsi Kłodno Wielkie zamieścił Jarosław Haszek w „Przygodach dobrego wojaka Szwejka podczas wojny światowej”. Pomylił jednak nazwę wsi używając nazwy Klimontów na określenie Kłodna.
„Z takimi ponurymi myślami doszedł Szwejk powoli do pobliskiej wsi i bez wielkiego trudu znalazł swój batalion, bo chociaż wieś była bardzo duża, to jednak znajdował się w niej tylko jeden przyzwoitszy budynek, a mianowicie szkoła. [...] Szkoła ta w czasie wojny przebyła kilka przemian. Przebywało w niej kilka rosyjskich i austriackich sztabów, a przez pewien czas w sali gimnastycznej mieściła się sala operacyjna, gdy w okolicy toczyły się wielkie bitwy, które decydowały o losach Lwowa”.